# Calliephialtes ferrugineus
Calliephialtes ferrugineus är en stekelart som beskrevs av Joseph Augustine Cushman 1940. Calliephialtes ferrugineus ingår i släktet Calliephialtes och familjen brokparasitsteklar. Inga underarter finns listade.